# Critérium du Dauphiné libéré 1966
La 20e édition du Critérium du Dauphiné libéré a eu lieu du 4 au 11 juin 1966. Elle a été remportée par le Français Raymond Poulidor.

## Classement général final
| Rang | Vainqueur               | Pays     | Temps |
| ---- | ----------------------- | -------- | ----- |
| 1er  | Raymond Poulidor        | France   |       |
| 2e   | Carlos Echeverría       | Espagne  |       |
| 3e   | Francisco Gabica        | Espagne  |       |
| 4e   | Christian Raymond       | France   |       |
| 5e   | Lucien Aimar            | France   |       |
| 6e   | Henri Guimbard          | France   |       |
| 7e   | Gregorio San Miguel     | Espagne  |       |
| 8e   | Cees Haast              | Pays-Bas |       |
| 9e   | Jean-Claude Theillière  | France   |       |
| 10e  | Aurelio González Puente | Espagne  |       |

## Étapes
L'épreuve se dispute en huit étapes dont les 2e et 7e comprennent deux demi-étapes (respectivement 2a et 2b, et 7a et 7b),.
| Étape      | Date    | Villes étapes                   | type | Distance (km) | Vainqueur d'étape       | Leader du classement général |
| ---------- | ------- | ------------------------------- | ---- | ------------- | ----------------------- | ---------------------------- |
| 1re étape  | 4 juin  | Évian-les-Bains – Oyonnax       |      | 219           | Francisco Gabica        |                              |
| 2e a étape | 5 juin  | Oyonnax – Le Creusot            |      | 159           | Herman Vanspringel      |                              |
| 2e b étape | 5 juin  | Le Creusot – Paray-le-Monial    |      | 78            | Huub Zilverberg         |                              |
| 3e étape   | 6 juin  | Paray-le-Monial – Saint-Étienne |      | 202           | Christian Raymond       |                              |
| 4e étape   | 7 juin  | Saint-Étienne – Allevard        |      | 222           | Aurelio González Puente |                              |
| 5e étape   | 8 juin  | Allevard – Gap                  |      | 181           | Carlos Echeverría       |                              |
| 6e étape   | 9 juin  | Gap – Avignon                   |      | 198           | Gerben Karstens         |                              |
| 7e a étape | 10 juin | Avignon – Pierrelatte           |      | 80            | Bart Zoet               |                              |
| 7e b étape | 10 juin | Pierrelatte – Montélimar        |      | 42            | Raymond Poulidor        |                              |
| 8e étape   | 11 juin | Montélimar – Grenoble           |      | 232           | José Antonio Momeñe     |                              |